# Прокофьева, Юлия Александровна
Юлия Александровна Прокофьева (род. 28 июля 2000, Улан-Удэ) — российская волейболистка, связующая.

## Биография
Волейболом начала заниматься в ДЮСШ №4 города Улан-Удэ у тренера С.Б.Шойсоронова.
С 2016 года на протяжении двух сезонов играла за красноярскую «Юность», являвшуюся фарм-командой ВК «Енисей» и выступавшую в высшей лиге «Б» чемпионата России. Затем играла за «Тулицу»-2, пензенский «Университет-Визит», «Муром» из Владимирской области. В 2023 заключила контракт с ВК «Енисей», в составе которого дебютировала в суперлиге. В феврале 2024 перешла в «Ленинградку», в составе которой стала бронзовым призёром чемпионата России, но по окончании сезона вернулась в «Енисей». Чемпионат 2024/25 начала в «Енисее», но по ходу сезона уехала в Казахстан, где играла за «Туран» из Туркестана. В 2025 заключила контракт с ВК «Динамо» (Владивосток). 

### Клубная карьера
- 2016—2018 —  «Юность» (Красноярск) — высшая лига «Б»;
- 2018—2020 —  «Тулица»-2 (Тула) — высшая лига «Б»;
- 2020—2021 —  «Университет-Визит» (Пенза) — высшая лига «Б»;
- 2021—2023 —  «Муром» (Владимирская область) — высшая лига «Б», высшая лига «А»;
- 2023—2024 —  «Енисей» (Красноярск) — суперлига;
- 2024 —  «Ленинградка» (Санкт-Петербург) — суперлига
- 2024—2025 —  «Енисей» (Красноярск) — суперлига;
- 2025 —  «Туран» (Туркестан) — национальная лига;
- с 2025 —  «Динамо» (Владивосток) — высшая лига «А».